# خشخاش كمبري
خشخاش كمبري مُرادفًا لنُغَّاض كمبري أو خشخاش ويلزي (الاسم العلمي: Papaver cambricum)، نبات مُزهر معمر من فصيلة الخشخاشية. أزهارها صفراء إلى برتقالية وتنمو على نطاق واسع كنبات الحديقة. مواطنه المواقع الصخرية الرطبة في المناطق المرتفعة في أوروبا الغربية من الجزر البريطانية إلى شبه الجزيرة الأيبيرية. أُستخدم منذ عام 2006 أساسًا لشعار الحزب السياسي Plaid Cymru.